# Einrichtungswerk
Az Einrichtungswerk, teljes német nyelvű alakjában Einrichtungswerk des Königreichs Hungarn, azaz A Magyar Királyság berendezésének műve vagy A Magyar Királyság berendezkedéséről egy, a törökök Magyar Királyságból való kiűzését követő államszervezési tervezet a visszahódított területek irányításáról. A tervezet elkészítésére a Ferdinand von Dietrichstein vezette udvari főbizottság egy héttagú albizottságot hozott létre, melynek vezetésével a magyarországi állapotokat jól ismerő Kollonich Lipót győri püspököt bízta meg. Az albizottság több mint egyéves munkájának eredményeként 1689 novemberére elkészült az ötszáz kéziratoldal terjedelmű javaslat. A tervezet már kidolgozása előtt és alatt is vegyes visszajelzéseket kapott mind a magyar rendek, mind a bécsi udvar részéről. A korábbi történeti vélekedéssel szemben a tervezet nem kizárólagosan Kollonich és körének elképzeléseit tartalmazta, hanem mind szerkezetében, mind egyes javaslataiban hasonlóságokat mutat Esterházy Pál nádor 1688-ban készült, és az uralkodóhoz eljuttatott Magyar Einrichtungswerkjével, köszönhetően annak, hogy a püspök és a magyar főurak között a témában rendszeres egyeztetés zajlott. Az Einrichtungswerk eredményeit Varga J. János történész szerint kettősséggel jellemezhetjük: kétségtelenül progresszív javaslatai mellett negatív megnyilvánulások is szerepet kaptak benne, a javaslatot végül a sokszoros érdekütközések miatt nem vezették be, bár egyes passzusai a következő években megvalósultak.

## Megalkotásának előzményei

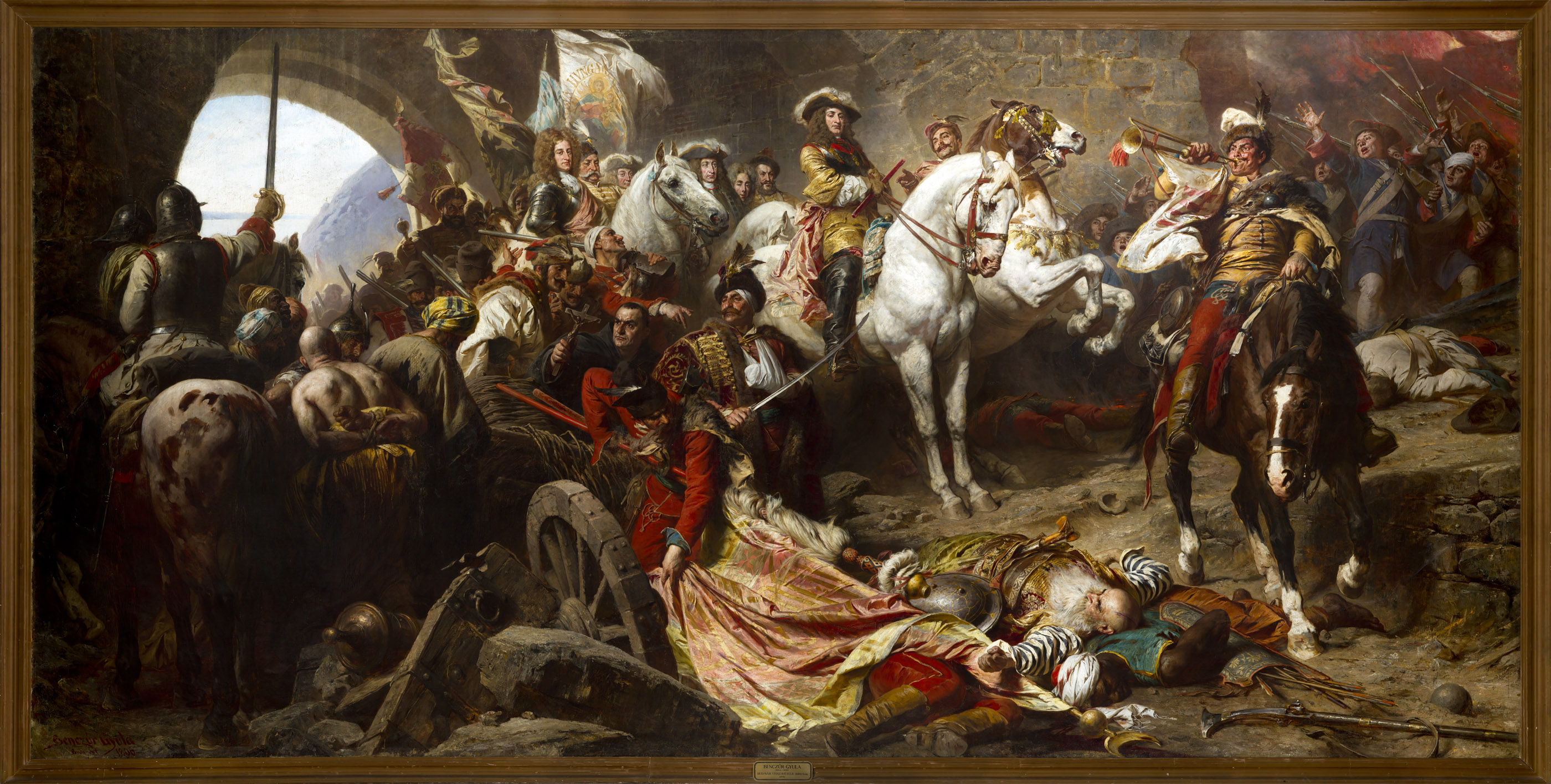
Benczúr Gyula: Budavár visszavétele 1686-ban

A 17. század derekán végrehajtott Köprülü-restauráció eredményeként az Oszmán Birodalom ideiglenesen új erőre kapott, majd a következő évtizedekben ismét változó stabilitással és eredménnyel őrizte magyarországi hódításait. 1683-ban IV. Mehmed oszmán szultán hadjáratot indított a dunai Habsburg Monarchia ellen. A 150 000 embert számláló fősereget Kara Musztafa nagyvezír vezette és Thököly Imre, valamint I. Apafi Mihály erdélyi fejedelem csapatai támogatták. A sereg nekifogott Bécs ostromának, a várost azonban többhavi ostrom után sikerrel védelmezte meg Starhemberg gróf, valamint a felmentésre érkező Lotaringiai Károly és Sobieski János lengyel király hadserege. A kahlenbergi csatában szeptember 12-én a birodalmi–lengyel hadsereg komoly győzelmet aratott az oszmánok felett, majd tovább üldözték a megvert támadókat Buda felé, és több települést is visszavettek (pl. Pest), ám a keresztény koalíció csapatai a hideg őszi időjárás miatt elvonulni kényszerültek.
1684-ben XI. Ince pápa nagy diplomáciai erőfeszítései révén létrejött a Szent Liga, melynek célja az európai török uralom felszámolása lett. Károly herceg még ebben az évben sikertelenül ostromolta Budát, majd 1685-ben bevette Érsekújvárt. 1686. szeptember 2-án a Szent Liga csapatai, szintén Károly herceg főparancsnoksága alatt, háromhavi ostromot követően 145 évvel és négy nappal a város török kézre kerülése után sikeresen visszafoglalták Budát az oszmánoktól. 1687-ben Badeni Lajos a nagyharsányi csatában megverte az oszmánokat, miközben Lotaringiai Károly Erdélyt szabadította fel.
A hadi események szerencsés alakulása idején kezdődött meg az 1687–88-as pozsonyi országgyűlés, amelyen a magyar rendek a Habsburg-ház iránti hálából lemondtak az Aranybulla ellenállási záradékáról és elfogadták a fiági örökösödést. Az országgyűlésen került először napirendre a Magyar Királyság török kiűzését követő sorsa, rendezésének kérdése. Több részletes megoldási javaslat született – elég csak Esterházy Pál nádor Magyar Einrichtungswerkjére gondolnunk –, melyek közül a legrészletesebb és legnagyobb volumenű munka az Einrichtungswerk des Königreichs Hungarn.

## A tervezet elkészítése és tartalma

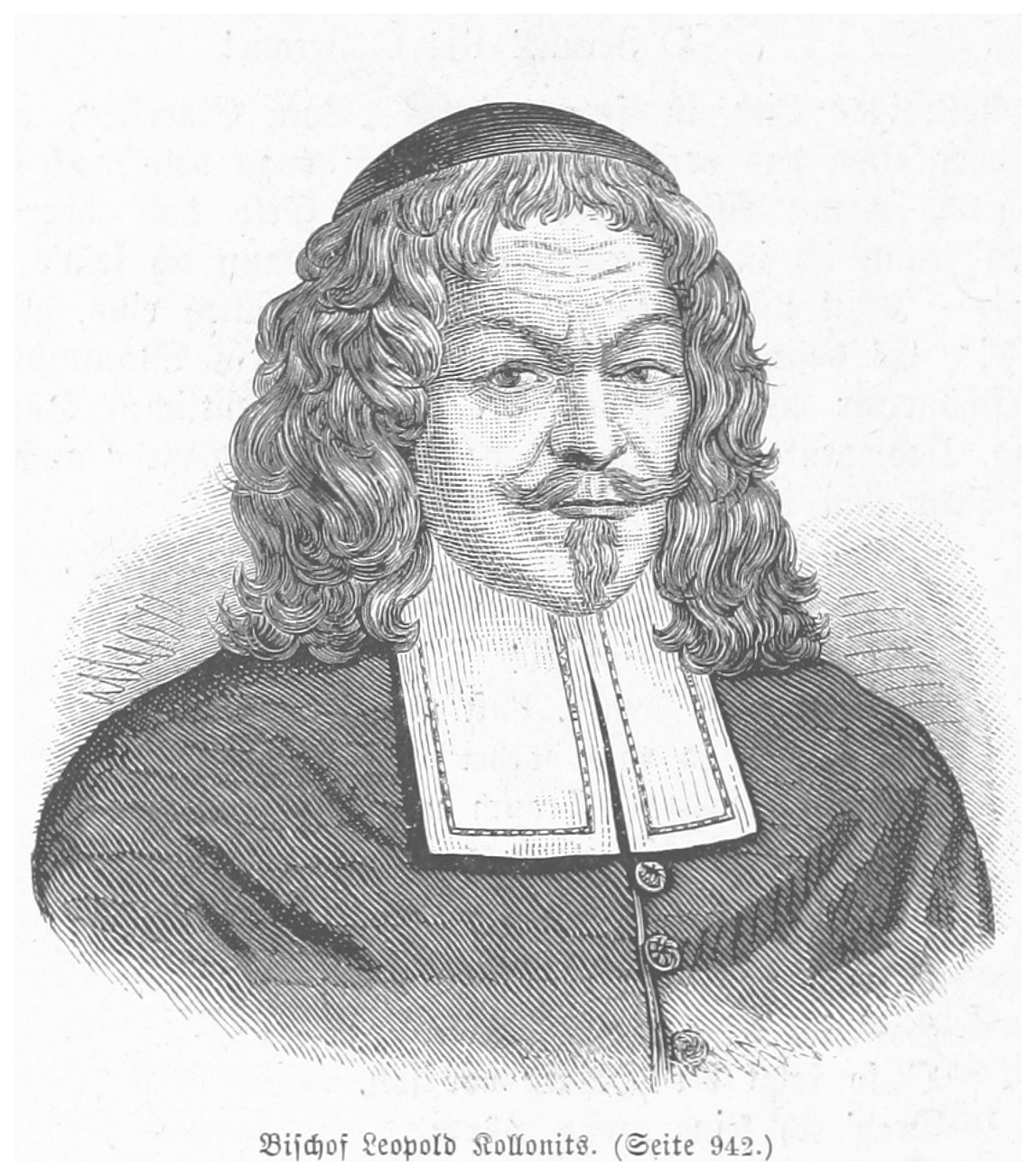
Kollonich Lipót püspök, bíboros, a javaslat kidolgozásának kulcsfigurája

Kollonich bíboros 1688. július 29-én kapta meg az utasítást, hogy egy héttagú albizottság élén dolgozza ki a tervezetet. A bizottságot Kollonich Lipót győri püspök mint elnök, Krappf József haditanácsos mint jegyző vezették, további tagjai pedig Siegfried Breuner birodalmi kamarai elnök, Friedrich Julius Buccelini és Karl Maximiliam Thurn udvari alkancellárok, báró Cristoph Dorsch haditanácsi igazgató és Georg Hoffmann alsó-ausztriai kormánytanácsos voltak. Kollonich legfőképpen az egyházügyi, illetve a pénz- és adóügyi javaslatok kidolgozásában vállalt szerepet. Egyes források szerint a tervezet megalkotásában részt vett Karl von Aichpichl udvari kamarai tanácsos is. A bizottság 80 ülésen, 15 hónapig tartó munkával alkotta meg az 1689. november 15-ére elkészült, 500 kéziratoldal terjedelmű javaslatot.
Kollonich, a közteherviselés és a törvény előtti egyenlőség támogatója teljességgel idegenkedett a középkori Aranybulla szabadságjogait és Werbőczy Tripartitumának magyar nemesi felfogását hangoztató magyar uraktól, ennek ellenére még az Einrichtungswerk kidolgozása előtt több jelentős magyar és magyarországi személy, tisztségviselő véleményét kikérte a kérdésben. A komoly tájékozódás érzékeltetéséhez elég említenünk Széchenyi György esztergomi érseket, Esterházy nádort, Szenthe Bálint alnádort, vagy a királyságbeli ügyekben nagy jártasságra szert tevő Antonio Caraffa főhadbiztost, akikkel a püspök kapcsolatba lépett az üggyel kapcsolatosan. Esterházy tervezetének elutasító udvari fogadtatásáról a Kollonich és a rendi bizottság közti levélváltások tanúskodnak. Az albizottság mindennek ellenére számos elemet emelt át a magyar főúr tervezetéből saját javaslatgyűjteményébe is. Erre kiváló példa az Einrichtungswerk szerkezete: a tervezet öt ugyanolyan című fejezetre oszlik, mint Esterházy és körének dolgozata (Iustitiarium – Igazságügyi javaslatok; Ecclesiasticum	– Egyházügyi javaslatok; Politicum – Közigazgatási javaslatok; Militare – Katonai javaslatok; Camerale – Kamarai, gazdasági javaslatok).
Az igazságügy reformjának legfontosabb lépése az albizottság javaslata szerint a kancellária újjászervezése lett volna. Három törvényszék megszervezését tartották szükségesnek: Pozsonyban, Budán és a Horvát Királyságban, ahová a büntetőügyekben lehetségessé tennék a fellebbezést. A kancellár mellett két egyházi és két világi tanácsos tevékenykedne. Kollonich albizottsága az igazságszolgáltatás és a hozzá kapcsolódó törvények teljes átvizsgálást és korszerűsítését is kívánatosnak tartotta, mert, mint írták, „a Hármaskönyv hemzseg az ellentmondásoktól […] amelyeket a felek és a bírák arra használnak fel, hogy az igazságszolgáltatást kijátsszák, maguknak hasznot hajtsanak az ország és a király megrövidítésével. Botrányos a magyar büntetőeljárás […] ebből az következik, hogy sok ártatlant kivégeznek, ugyanakkor több cégéres bűnös büntetlen marad.” Az albizottság tervezete ellenzezte a boszorkánypereket szakszerűtlen és véreskezű mivoltuk miatt, véleményük szerint a már a Magyar Királyság területén is sok helyen használatos, de hivatalosan be nem vezetett ausztriai perrendtartást kellene elfogadtatni. Ezek mellett a javaslat szót emelt a nemesség igazságszolgáltatási előjogainak korlátozása mellett is.
Az Ecclesiasticum fejezet pontjai a hitéleti, egyházügyi kérdésekben a korábbi évtizedek vallásháborús helyzetéből kiábrándulva egyes pontokban igyekeztek a tolerancia jegyében megjelenni, más passzusok viszont továbbra is komoly protestánsellenességet sugallanak. Az Einrichtungswerk a katolikus vallás kizárólagosságát feladva elismertnek minősített két protestáns (evangélikus, református) egyházat, megtűrtnek a görögkeleti, az anabaptista, az ariánus, a zwingliánus és a zsidó felekezeteket.
A Politicum című fejezetben többek közt az ország újjáépítésével foglalkoztak, melyet telepesek behívásával kezdtek volna meg. A telepítések kapcsán a magyar történetírás függetlenségi-romantikus irányzata határozott németesítő szándékról írt. A „germanizálási tétel” Acsády Ignác történész, akadémikus hatására a 19. századi magyar történetírás utolsó évtizedeinek kedvelt témája volt. Az ország teljes elnémetesítésének terve valójában nem szerepelt Kollonich céljai és az Einrichtungswerk javaslati közt sem. Erre ékes bizonyíték, hogy a javaslatgyűjtemény a töröktől visszafoglalt néptelen területek benépesítésekor magyar telepesekkel is számolt, akik más nemzetiségű bevándorlókkal együtt szabad alattvalókká váltak volna. Emellett az egyházi kérdésekben köztudottan keményvonalas katolikus beállítottságot képviselő Kollonich a protestáns betelepülőkkel szemben megengedő álláspontra helyezkedett.
A tervezet a katonai helyzet megoldására a hadiadó újraszabályozását javasolta az adók arányosabbá tételével és a magyar nemesség megadóztatásával, emellett szó esett a beszállásolás és a zsoldfizetés megoldásáról is. A hadügyi javaslatokat a katonai vezetés, és annak erős pozíciója miatt az udvar részéről a kezdetektől gyanakvás és ellenszenv kísérte, ugyanis Kollonich és albizottságának tagjai a hadikiadások csökkentése, optimalizálása érdekében igyekeztek feltárni a hadsereg visszaéléseit. Kollonich az ilyen kétes ügyek miatt vitába is keveredett az eltussolásban érdekelt Antonio Caraffa főhadbiztossal. A visszaélések csökkentését az albizottság úgy tervezte megoldani, hogy a hadbiztosok helyett az adóbehajtást ismét a vármegyék feladatkörébe juttatja vissza.
A gazdasági javaslatok terén szembetűnő a korszak gazdaságtudományi elméletének, a merkantilizmusnak adaptációs kísérlete. Ennek szellemében a tervezet a belső gazdasági egység megteremtését, a középkori kiváltságok (pl. nemesi vámmentesség) és tagoltságok megszüntetését, az egyéni, helyi érdekek helyett gazdasági tekintetben az államérdek fontosságát hangoztatta.

## Fogadtatása és megítélése

### Fogadtatása a bécsi udvarban és Pozsonyban
Az Einrichtungswerk felülvizsgálatát már a tervezet elkészülte előtt, legkésőbb 1689 májusa előtt megkezdte a Ferdinand von Dietrichstein herceg vezette udvari főbizottság. Erről az 1689 májusa és 1690 júliusa között a bizottság által elkészített opiniókkal ellátott, az uralkodó számára készített kivonat árulkodik. A főbizottság általában Kollonich bécsi házában tartotta üléseit, aki maga is a főbizottság részese volt. A fórum tagjai Dietrichstein herceg elnöklete alatt Theodor Strattmann kancellár, Starhemberg haditanácsi elnök, Wolfgang von Rosenberg udvari kamarai elnök, Franz Ulrich Kinsky cseh főkancellár voltak, és az üléseken rendszerint részt vett az albizottság valamennyi tagja is, éppen a konstruktív viták lefolytatása végett.
A főbizottság tagjai alapvetően egyetértettek az igazságügyi reformokkal, nem helyeselték viszont az albizottság javasolta tisztségviselők személyét és hogy a kancelláriát érsektől (tehát nem közvetlenül a királytól) függő egyháziak irányítsák. Emellett az Einrichtungswerk szigorú gyámjogát, mely szerint csak a katolikus vallásúak lehetnek gyámok, a főbizottság a cseh és osztrák területek jogának megfelelően kiterjesztette a protestánsokra is.
Az egyházi ügyek kapcsán az udvari főbizottság az Einrichtungswerk szerkesztőinél érezhetően engedékenyebb beállítottságot képviselt, utóbbival ellentétben indokoltnak látta panaszaikat, támogatta a lelkiismereti szabadságot. A bizottság különböző szempontok alapján rögzíteni akarta a protestáns templomok számát, mely az akkori állapothoz képest az ilyen templomok számának kisebb növelését jelentette. Strattmann kancellár szót emelt a kassai anabaptisták és zsidók elzavarásának terve ellen.
A közigazgatási javaslatok többségénél egyetértés mutatkozott, az oktatásügy nagyívű fejlesztését hirdető Einrichtungswerkkel szemben azonban a főbizottság csak egy szerényebb iskolaalapítási programot látott célszerűnek.
A katonai ügyekben a hadiadó reformjának és a katonaság téli beszállásolásának kérdésében a két bizottság álláspontjai találkoztak. A főbizottság a bizonyított parancsszegéseket, a súlyos terheket és a túlkapásokat kísérő méltatlankodást jogosnak ismerte el és elkötelezte magát a helyzet javítására. Szóba került még egy 24 000 fős magyarországi reguláris hadsereg és egy flottilla felállításának terve is.
Összességében az udvari főbizottság nem tartotta végrehajthatónak a tervezetben foglaltakat az abszolutizmus mérsékelt hangvétele és a pénzügyi rendezés tökéletlensége miatt. A tervezet az udvari rendek körében sem aratott sikert, a hadsereg pedig a már említett okokból mindvégig ellenezte a javaslatgyűjtemény elkészítését.
A jogait féltő magyar nemesség körében a tervezet nagy ellenállást váltott ki. Amikor a magyar rendek pozsonyi konferenciáján megvitatásra került, az összegyűltek elvetették a javaslatot, mert abban a rendi kiváltságok aláásását vélték felfedezni, sokan közülük jogtalan külső beavatkozásnak tartották a tervezet egyes passzusait.

### Megítélése a magyar történetírásban

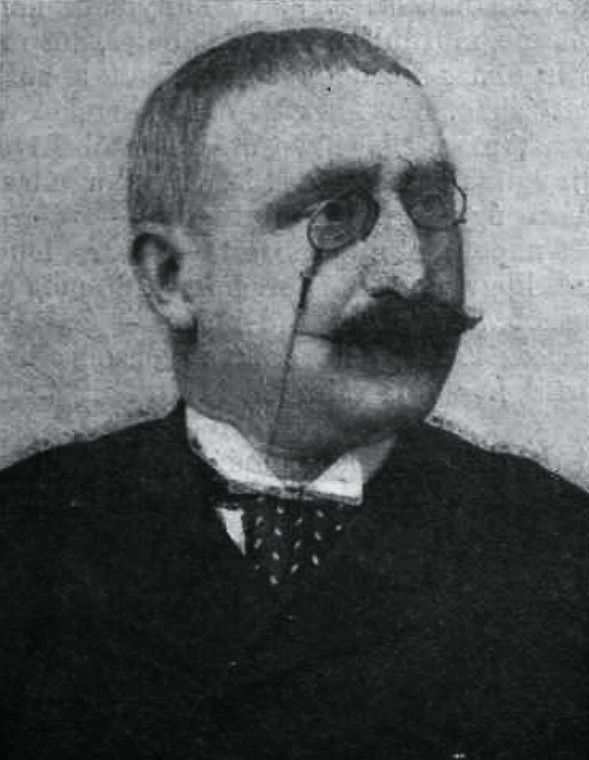
Acsády Ignác arcképe a Vasárnapi Ujság 1906. december 23-i számában

Az Einrichtungswerk néven ismert irategyüttes a professzionalizálódó 19. századi történetírás látókörébe először Josef Maurer osztrák kutató révén került, aki 1887-ben Innsbruckban publikált egy életrajzi munkát Kollonich Lipótról. A kötetről egy évvel később Acsády Ignác írt recenziót a Budapesti Szemlébe, melyben Kollonichot agresszív németesítőnek állította be és a magyarság kiirtásának szándékával vádolta. Acsády ugyanezen véleményét az 1896-os millenniumi ünnepségek kapcsán megjelent, Szilágyi-féle tízkötetes, A magyar nemzet története című történelemkönyv-sorozat általa írt VII. kötetében is kifejtette. A nagy példányszámban kiadott, népszerű sorozat ezen megállapítása pedig évtizedekre mind a szakmai, mind a történelem iránt érdeklődő laikus közvélemény szemléletét meghatározta és erősen deformálta.
A kiegyezés időszakának közjogi ellentétei miatt, a kurucos-romantikus, függetlenségi történeti paradigmába az újabb „bécsi ármány” kiválóan illeszkedett, holott a tervezet szövegét akkoriban magyar részről még nem vetették alá tudományos vizsgálatnak. 1911-ben Theodor Mayer elvégezte a szöveg első részletes áttekintését, melyből 119 oldalas összefoglalást írt, ám a döntően bécsi levéltári anyagra épülő és a magyar történelem ismeretében hiányokat mutató munkát a magyarországi történetírók (pl. Szabó Dezső) több okból is kifogásolták. Bár a magyar történetírásban a 20. század utolsó évtizedeiig az uralkodó nézet Acsády elmélete maradt, Szekfű Gyula a Magyar történet lapjain már az 1920-as évek végén kiemelte a tervezet említésre érdemes javaslatait: a törvények, a gazdasági élet és az adórendszer korszerűsítésének szándékát.
Problémát okozott, hogy Einrichtungswerk iratanyaga tagoltan és nem egybefüggően volt fellelhető, így forráskiadás hiányában nehézkes volt a szöveg történeti vizsgálata. Ezen próbált változtatni Baranyai Béla jogtörténész, aki már 1922-ben megkezdte az irategyüttes feltárását és rendszerezését, szövegkiadásának előkészítését. A munka egyes részei már nyomdakész állapotban voltak, mikor 1945-ben, a második világháború idején Baranyai professzor légitámadásban életét vesztette, így szövegkiadási vállalkozása félbemaradt. Bár az 1950-es években Mezősy Károly folytatta Baranyai munkáját, a magyarellenesnek tartott munka megjelentetését a hatalom nem támogatta. Végül Benczédi László, Kalmár János és Varga J. János történészek sikeres tudományos együttműködésbe kezdtek a Lipcsei Egyetemmel, melynek eredményeként 2010-ben német nyelven megjelenhetett a szöveg kritikai kiadása (magyar, angol, német, szlovák, szerb és román nyelvű rezümékkel), a magyar nyelvű kiadás azonban továbbra is a magyar történetírás nagy adóssága.
A rendszerváltást követően több tanulmány és cikk született az Einrichtungswerkkel kapcsolatban, elsősorban Kalmár János és Varga J. János tollából. Varga a következőket írta: „Két korszak határán állt az »Einrichtungswerk«, ezért nem aratott sikert. Egyes javaslatain még az abszolutizmus szelleme uralkodott, ugyanakkor felvetett olyan gondolatokat, amelyekért majd a 18. század középéről nyúlnak vissza […] A tervezetben pozitív javaslatok és negatív megnyilvánulások keverednek egymással. Ezért történhetett meg, hogy a korábbi történetírás erős osztálykötöttségű, függetlenségi, közjogi szemléletével csak a németesítés, az ősi alkotmány és a magyarság elleni támadás haditervét látta benne. Kollonich főleg a magyar nemességgel állt szemben […] rokonszenvet mutatott viszont a parasztság és a polgárság iránt, előbbi megnyerését, terheinek mérséklését fontos feladatnak tekintette, utóbbitól pedig az ország felvirágoztatását remélte. Az »Einrichtungswerk« legnagyobb érdeme, hogy az egyetlen terv volt, amely felismerte a belső bajok, az elnyomottság és az elkeseredettség tarthatatlanságát, és szemébe mondta a bécsi kormányzatnak, hogy ily módon lehetetlen a kormányzás, reformokra és azok következetes végrehajtására van szükség.”